# 羅恩·桑托
羅納德·愛德華·桑托（英語：Ronald Edward Santo，1940年2月25日—2010年12月3日），為美國職棒大聯盟的三壘手。職棒生涯主要效力於小熊隊，最後於2012年入選名人堂。
桑托的職業生涯一共入選9次明星賽，曾連續5年拿下金手套獎。他的10號球衣也被小熊隊給正式退休。1990年至2010年間，他都在播報小熊隊的比賽。
桑托在青少年時期就罹患糖尿病，不過他一直到1971年才公開此事。後來也因為病情惡化導致雙腿部分截肢。

## 職業生涯

### 芝加哥小熊
1959年，桑托與小熊隊簽約，並於隔年登上大聯盟。1961年，桑托在單季製造41次雙殺，寫下隊史新紀錄。1962年，他的單季助殺數來到332次，一樣寫下隊史新紀錄。隔年他更是將紀錄推高到372次，寫下活球年代新紀錄。1967年，他在國聯MVP票選中拿下第四名。
1964年，和桑托同梯進入大聯盟的隊友Ken Hubbs因為發生空難去世，年僅22歲。後來Hubbs的故事被拍成紀錄片，而桑托也有參與演出。
1969年，小熊隊在球季前中段幾乎都位居聯盟第一。不過卻在最後25場比賽吞下17敗，最終爆冷被大都會超車，無緣晉級世界大賽。這年他的打擊率為2成89，並敲出29轟與生涯新高的123分打點。最終他在MVP票選拿下第五名。

### 腳跟踢擊
1969年6月22日，小熊隊靠著Jim Hickman9局下的再見2分砲贏球，桑托在興奮之餘做了一個雙腳腳跟在跳躍時互相碰觸的動作，並且連做三次。

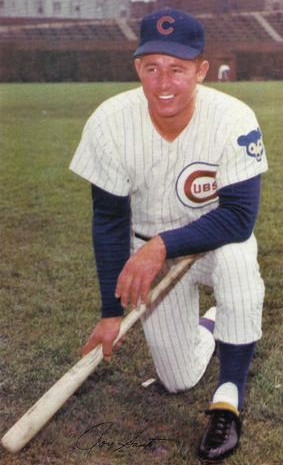
1969年的桑托

隔天，總教練里歐·德羅許爾認為他這個動作有助於鼓舞球隊士氣，因此要求他每當球隊贏球一定要秀出這個招牌動作。然而此舉卻惹惱了其他球隊，桑托也被認為是一名自大的球員，頓時成為聯盟最不受歡迎的球員。後來球隊在9月份吞下一波連敗，而桑托在9月2日球隊贏球做了這個動作後，便表示將不在觀眾面對表演這個動作。後來一直到2012年桑托入選名人堂後，小熊隊全隊球員在賽前才又復刻了這個動作向他致敬。

### 拒絕交易
當時大聯盟有一條條款叫做10-5條款，意思是當一名球員在大聯盟待滿超過10個球季，且在同一隊待超過5年的話，球隊需要經過他的同意才可將他交易。當時球隊原本要將他交易至天使，試圖換來Andy Hassler和Bruce Heinbechner兩名投手，不過卻被桑托給拒絕了。

### 芝加哥白襪
1973年12月18日，小熊隊最終還是成功將桑托交易至白襪，換來Steve Swisher、Steve Stone、Ken Frailing和Jim Kremmel。由於球隊已有Bill Melton擔任三壘手，因此桑托多半時間擔任替補。儘管桑托多次向總教練提出想上場守備，不過他卻不願意將Melton降為替補選手。最後桑托還短暫守過二壘，整年他的打擊率僅2成21，而他在球季結束後選擇退休。

## 名人堂票選
桑托自1980年起便具有名人堂資格票選，不過他一直到1998年最高只有43.1%的得票率。
在票選資格被移除後，名人堂資深委員會多次將他提名到名人堂補選，可惜他都差了幾票未能入選。
2012年，黃金世代委員會將8位球員和2位執行長納入名人堂補選資格，而桑托在這次票選終於成功進入名人堂，而且是該屆唯一一位入選者。

## 個人生活
桑托很早就罹患糖尿病，不過為了延續他的職棒生涯而選擇隱瞞此事實。桑托會在比賽中以情緒來評斷自己的血糖含量，當發現血糖過低時，他就會在休息室吃一些糖果增加血糖。不過最後他的雙腳仍在2001年與2002年因為病情惡化遭到切除。
2004年，桑托的兒子傑夫將其父親的事蹟拍成紀錄片《一位資深的小熊球員》(This Old Cub)。
2010年12月1日，桑托陷入昏迷。
兩天後他因為膀胱癌和糖尿病引發的併發症去世，享年70歲。2011年8月10日，小熊隊在主場旁邊設置了一座桑托的塑像，以紀念他的貢獻。

## 生涯打擊成績
| 出賽次數 | 打席 | 打數 | 得分 | 安打 | 二安 | 三安 | 全壘打 | 打點 | 盜壘 | 保送 | 三振 | 打擊率 | 上壘率 | 長打率 | 整體攻擊指數 |
| -------- | ---- | ---- | ---- | ---- | ---- | ---- | ------ | ---- | ---- | ---- | ---- | ------ | ------ | ------ | ------------ |
| 2243     | 9397 | 8143 | 1138 | 2254 | 365  | 67   | 342    | 1331 | 35   | 1108 | 1343 | .277   | .362   | .464   | .826         |

## 外部連結
- 球員資訊和成績在MLB，ESPN，Baseball-Reference，Fangraphs（英文）
- 羅恩·桑托在台灣棒球維基館上的頁面（繁體中文）